# La Correspondencia de Valencia
 (avril 2024).
Si vous disposez d'ouvrages ou d'articles de référence ou si vous connaissez des sites web de qualité traitant du thème abordé ici, merci de compléter l'article en donnant les références utiles à sa vérifiabilité et en les liant à la section « Notes et références ».

La Correspondencia de Valencia est un journal en castillan publié le soir fondé à Valence en 1883 par Manuel Maria de Santana, propriétaire du quotidien madrilène La Correspondencia de España, et vendu peu de temps après à Francesc Peris i Mencheta. D'orientation idéologique conservatrice, il était réputé pour la qualité de sa publication grâce aux apports de l'Agence de nouvelles Mencheta (Agència Mencheta de Notícies), qui travaillait également pour El Noticiero Universal de Barcelone.

## Historique
En mai 1918, il devient l'organe du parti Unió Valencianista Regional et sert de plate-forme pour des campagnes en faveur d'un statut d'autonomie pour le Pays valencien. À cette occasion, il affronte dans des polémiques le journal El Pueblo lié au parti blasquiste PURA.
Parmi ses principaux rédacteurs, on peut citer Salvador Ferrandis i Luna, Ignasi Villalonga i Villalba, Joaquim Reig i Rodríguez, Lluís Cebrià i Ibor, Vicent Tomàs i Martí, Eduard Martínez-Sabater i Seguí, Adolf Pizcueta i Alfonso et Maximilià Thous i Orts.
Le 14 novembre 1918, il publie en première page la Déclaration valencianiste, qui marque une étape importante dans la progression des revendications autonomistes et nationalistes de la région.
En 1923, ses principaux rédacteurs, Ferrandis i Luna et Martínez-Sabater, apportent leur soutien à la dictature de Primo de Rivera, entraînant une scission de la part de secteurs en désaccord, en particulier Tomàs i Martí et Pizcueta, ainsi que la perte d'une grande partie de ses appuis populaires. En 1930 cependant, la direction apporte son soutien à la proclamation de la Seconde République espagnole. Lorsqu'éclate la guerre civile espagnole en 1936, le journal est placé sous le contrôle de l'UGT. Lorsque les troupes franquistes font leur entrée dans Valence en mars 1939, sa publication est définitivement suspendue.